# Johanna van Clermont
Johanna van Clermont (overleden in 1252) was van 1234 tot aan haar dood gravin van Clermont en Mortain Zij behoorde tot het huis Capet.

## Levensloop
Johanna was de dochter en het enige kind van Filips Hurepel, graaf van Clermont en Mortain en zoon van koning Filips II van Frankrijk, uit diens huwelijk met gravin Mathilde II van Boulogne.
Na de dood van haar vader in 1234 werd Johanna gravin van Clermont en Mortain. Twee jaar later, in december 1236, werd ze verloofd met Wouter van Châtillon (1221-1250), erfgenaam van de graafschappen Nevers, Auxerre en Tonnerre. Het huwelijk vond nog hetzelfde jaar plaats. Via haar moeder was ze ook erfgename van de graafschappen Boulogne en Dammartin. Ze zou deze graafschappen echter nooit erven, omdat haar moeder haar overleefde.
Johanna was enkel titelvoerend gravin; de daadwerkelijke bevoegdheden die bij haar ambt hoorden werden uitgeoefend door haar moeder en haar tweede echtgenoot, koning Alfons III van Portugal. In 1248 trok haar man als lid van het gevolg van koning Lodewijk IX van Frankrijk op de Zevende Kruistocht naar Egypte, waar hij in 1250 sneuvelde. Haar huwelijk met Wouter van Châtillon was kinderloos gebleven.
In november 1251 schonk Johanna het bos van Hez aan haar neef, graaf Matheus van Trie. Ook schonk ze een winstgevend landgoed aan het geslacht van de heren van Plessis-Billebaud. Op 28 december 1251 vervulde ze haar laatste handeling als gravin, toen ze een schenking deed aan het klooster van Beauvais. Mogelijk was ze op dat moment al ziek en deed ze de schenking ten gunste van haar zielenheil. Kort daarop overleed Johanna, vermoedelijk begin januari 1252. Omdat ze geen erfgenamen hadden, werden haar domeinen opgenomen in de koninklijke domeinen.